# Aculeola nigra
Aculeola nigra е вид хрущялна риба от семейство Etmopteridae.

## Разпространение и местообитание
Видът е разпространен в Перу и Чили.
Среща се на дълбочина от 110 до 670 m.

## Описание
На дължина достигат до 60 cm.